# Comuna Ciumakî, Tomakivka
Ciumakî (în ucraineană Чумаки) este o comună în raionul Tomakivka, regiunea Dnipropetrovsk, Ucraina, formată din satele Cervonîi Iar, Ciumakî (reședința) și Kirove.

## Demografie
Componența lingvistică a satului Ciumakî
     Ucraineană (96,15%)
     Rusă (3,44%)
     Alte limbi (0,15%)
Conform recensământului din 2001, majoritatea populației satului Ciumakî era vorbitoare de ucraineană (96,15%), existând în minoritate și vorbitori de rusă (3,44%).